# Palézieux
Palézieux var en tidigare kommun i kantonen Vaud i Schweiz. Kommunen hade 1 292 invånare (2011). Den var belägen cirka 15,5 kilometer öster om Lausanne och bestod av de två orterna Palézieux-Village och Palézieux-Gare.
Den 1 januari 2012 slogs Palézieux samman med Bussigny-sur-Oron, Châtillens, Chesalles-sur-Oron, Ecoteaux, Les Tavernes, Les Thioleyres, Oron-la-Ville, Oron-le-Châtel och Vuibroye till den nya kommunen Oron.